# Nicolae Zamfir (calciatore 1967)
Nicolae Zamfir (Urzicuța, 26 aprile 1967) è un ex calciatore rumeno, di ruolo difensore.

## Palmarès

### Club

#### Competizioni nazionali
- Campionato rumeno: 1

Universitatea Craiova: 1990-1991
- Coppa di Romania: 2

Universitatea Craiova: 1990-1991, 1992-1993